# FCV Farul Constanța
F.C.V. Farul Constanța (denumit până în 2021 FC Viitorul), cunoscut sub numele de Farul Constanța, sau pe scurt Farul, este un club de fotbal profesionist din Constanța, România, care evoluează în prezent în SuperLiga României.
Clubul a fost fondat de către Gheorghe Hagi în 2009 sub numele de Viitorul Constanța, odată cu Academia de Fotbal Gheorghe Hagi, echipa făcându-se repede cunoscută prin promovarea de tinere talente ce provin din academia proprie, primind chiar și porecla de Puștii lui Hagii. Cu fostul internațional român în calitate de antrenor, Viitorul Constanța a avut primul succes major în sezonul 2016–17, atunci când a devenit prima echipă din regiunea Dobrogei care a câștigat titlul național. Doi ani mai târziu, a câștigat și Cupa României și Supercupa României.
Pe 21 iunie 2021, proprietarul Gheorghe Hagi, președintele Gheorghe Popescu și proprietarul clubului FC Farul Constanța, Ciprian Marica, au anunțat într-o conferință de presă că cele două cluburi s-au unit; clubul de primă divizie, FC Viitorul, preluând, așadar, brandul Farul și schimbându-și numele în FCV Farul Constanța.
Clubul își dispută meciurile de acasă pe Stadionul Central-Academia Gheorghe Hagi din Ovidiu, în apropierea municipiului Constanța. Înainte de a se muta pe stadionul din Ovidiu, clubul s-a bucurat de susținerea autorităților din Voluntari și a jucat meciurile acasă pe stadionul Concordia din comuna Chiajna.

## Istoric

### Primii ani (2009-2012)
Farul a fost înființată în anul 2009 de către Gheorghe Hagi, sub numele de Viitorul. Clubul a început activitatea competițională în anul înființării când a preluat locul cedat de CSO Ovidiu în Liga a III-a. A promovat în Liga a II-a, unde a jucat două sezoane (2010-2011 și 2011-2012). În sezonul 2010-2011 de Liga a II-a, Viitorul a terminat campionatul pe locul 9 iar la sfârșitul sezonului 2011-2012 a promovat în Liga I.

### Viitorul în Liga 1 (2012-2021)
În sezonul 2012-2013, Viitorul a terminat pe locul 13, obținând, totodată, cele mai mari victorii, contra campioanei din ediția respectivă, FCSB cu 5-2 în deplasare și a fostei campioane Dinamo cu 3-2 tot în deplasare, salvându-se de la o potențială retrogradare.

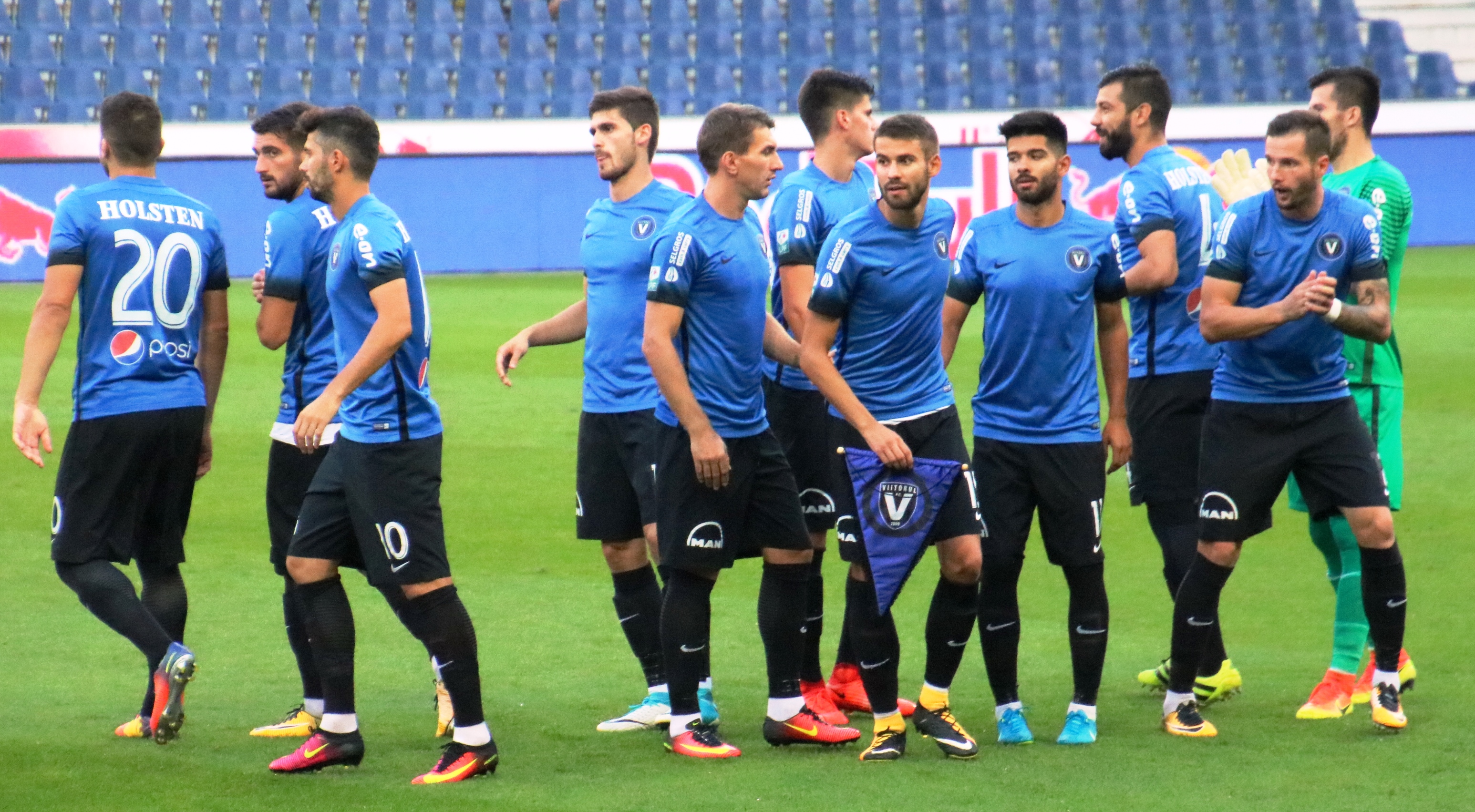
Jucătorii Viitorului într-un meci de calificare pentru UEFA Europa League 2017-2018 împotriva echipei Red Bull Salzburg

În sezonul 2015-2016, clubul a obținut cea mai bună performanță a sa, calificându-se în tururile preliminare ale UEFA Europa League 2016-2017, după ce a terminat play-off-ul Ligii I pe locul 5. La primul meci în cupele europene, Viitorul este învinsă  de  către KAA Gent, cu scorul de 5-0.
În sezonul 2016-2017, clubul a reușit să câștige campionatul, învingând CFR Cluj cu scorul de 1-0, fiind la egalitate de puncte cu FCSB, dar având avantajul meciurilor directe în play-off. Golul a fost marcat din penalty, de Iancu în minutul 65 al partidei. Este primul campionat câștigat de Viitorul de la înființarea clubului, astfel calificându-se pentru sezonul 2017-2018 al Ligii Campionilor. Urmează încă un sezon de excepție pentru puștii lui Hagi, care nu reușesc să își apere titlul de campioană, însă obțin două noi trofee în palmaresul clubului, Cupa României și Supercupa României, la sfârșitul sezonului 2018-2019, respectiv în vara anului 2019. În sezonul 2017-2018 al Ligii Campionilor, echipa obține prima victorie din istoria clubului într-o competiție europeană, 1-0 în al treilea tur de calificare împotriva echipei APOEL Nicosia, însă nu reușește să se califice mai departe, fiind învinsă în retur cu 0-4. Retrogradată în play-off-ul Europa League, Viitorul a fost eliminată de austriecii de la Red Bull Salzburg cu scorul de 1-7 la general.
Sezoanele 2018-19 și 2019-20 aduc din nou participări în Europa League, însă echipa nu trece mai departe de al doilea tur de calificare în niciun sezon. În campionatul intern, Viitorul a terminat, din sezonul 2017-18, pe locurile 4, 3, 7 și 10.

### Preluarea branduluiFarul(2021-prezent)
Pe 21 iunie 2021, proprietarul Gheorghe Hagi, președintele Gheorghe Popescu și proprietarul clubului FC Farul Constanța, Ciprian Marica, au anunțat într-o conferință de presă că cele două cluburi s-au unit; clubul de primă divizie, FC Viitorul, a preluat, așadar, brandul Farul și s-a redenumit în FCV Farul Constanța. La primul sezon cu noul nume, clubul s-a calificat din nou în play-off, după doi ani de absență, terminând competiția internă pe locul 5 în clasament.
Sezonul 2022-2023 a început excelent pentru Farul, reușind o serie invincibilă de 8 meciuri consecutive. A urmat o înfrângere împotriva Universității Craiova, însă marinarii s-au redresat și au continuat parcursul invincibil cu încă 10 partide fără înfrângere. Aceștia au încheiat sezonul regular pe prima poziție a clasamentului, la un punct peste CFR Cluj și 7 peste FCSB (la intrarea în play-off, diferențele au devenit 0, respectiv 3), principalele contracandidate pentru titlu. Deși au reușit o victorie și un egal în primele două etape ale play-off-ului, ei se văd amenințați când suferă o înfrângere împotriva FCSB, 1-2, distanța dintre primele trei fiind de un punct între fiecare. Totuși, Farul reia performanța arătată în sezonul regulat și nu a mai pierdut niciun meci până la finalul sezonului, adjudecându-și al doilea titlu de campioană din palmares. Acest lucru s-a petrecut în penultima etapă când au învins FCSB, singura echipă care mai putea câștiga titlul în afară de Farul, după ce au revenit spectaculos de la 0-2 și au câștigat cu 3-2 la Ovidiu.
Sezonul 2023-2024 a inceput cu meciul din Supercupa României împotriva celor de la Sepsi OSK, pierdut cu 0-1. În Liga Campionilor, Farul a fost eliminată de Sheriff Tiraspol, după 1-0 în tur și 0-3 în retur. În turul doi preliminar al Conference League, Farul a jucat cu echipa armeană Urartu și s-a calificat mai departe după 6-4 la general. În turul trei preliminar, Farul a întâlnit Flora Tallinn din Estonia, reușind să se califice în play-off după 5-0 în dublă manșă. În Play-offul din Conference League Farul a întâlnit HJK Helsinki din Finlanda, de care n-a reușit să treacă după 3-2 în dublă manșă.

## Palmares

### Intern
SuperLiga României:
- Câștigătoare (2): 2016-17, 2022-23

Cupa României:
- Câștigătoare (1): 2018-19

Supercupa României:
- Câștigătoare (1): 2019
- Finalistă (2): 2017, 2023

### European
| Europa League 2016/17          |     |                    |
| Turul 3                        |     |                    |
| Gent                           | 5-0 | Viitorul Constanța |
| Viitorul Constanța             | 0-0 | Gent               |
| Liga Campionilor 2017/18       |     |                    |
| Turul 3                        |     |                    |
| Viitorul Constanța             | 1-0 | APOEL              |
| APOEL                          | 4-0 | Viitorul Constanța |
| Europa League 2017/18          |     |                    |
| Play-off                       |     |                    |
| Viitorul Constanța             | 1-3 | Red Bull Salzburg  |
| Red Bull Salzburg              | 4-0 | Viitorul Constanța |
| Europa League 2018/19          |     |                    |
| Turul 1                        |     |                    |
| Racing FC                      | 0-2 | Viitorul Constanța |
| Viitorul Constanța             | 0-0 | Racing FC          |
| Turul 2                        |     |                    |
| Viitorul Constanța             | 2-2 | Vitesse            |
| Vitesse                        | 3-1 | Viitorul Constanța |
| Europa League 2019/20          |     |                    |
| Turul 1                        |     |                    |
| Gent                           | 6-3 | Viitorul Constanța |
| Viitorul Constanța             | 2-1 | Gent               |
| Liga Campionilor 2023/24       |     |                    |
| Turul 1                        |     |                    |
| Farul Constanța                | 1-0 | Sheriff Tiraspol   |
| Sheriff Tiraspol               | 3-0 | Farul Constanța    |
| UEFA Conference League 2023/24 |     |                    |
| Turul 2                        |     |                    |
| Farul Constanța                | 3-2 | Urartu             |
| Urartu                         | 2-3 | Farul Constanța    |
| Turul 3                        |     |                    |
| Farul Constanța                | 3-0 | Flora Tallinn      |
| Flora Tallinn                  | 0-2 | Farul Constanța    |
| Play-off                       |     |                    |
| Farul Constanța                | 2-1 | HJK Helsinki       |
| HJK Helsinki                   | 2-0 | Farul Constanța    |

#### Bilanț general
| Competiție             | Ap | M  | V | E | Î | GM | GP | DG  |
| ---------------------- | -- | -- | - | - | - | -- | -- | --- |
| Liga Campionilor UEFA  | 2  | 4  | 2 | 0 | 2 | 2  | 7  | -2  |
| UEFA Europa League     | 4  | 10 | 2 | 3 | 5 | 11 | 24 | -13 |
| UEFA Conference League | 1  | 6  | 5 | 0 | 1 | 13 | 7  | +6  |
| Total                  | 7  | 20 | 9 | 3 | 8 | 26 | 38 | -9  |

### Parcursul competițional
| Sezon   | Nivel | Divizie            | Loc   | Note                          | Cupa României    |
| ------- | ----- | ------------------ | ----- | ----------------------------- | ---------------- |
| 2023–24 | 1     | SuperLiga României | TBD   |                               | Faza grupelor    |
| 2022–23 | 1     | SuperLiga României | 1 (C) | Campioana României            | Faza grupelor    |
| 2021–22 | 1     | Liga I             | 5     |                               | Runda a 32-a     |
| 2020–21 | 1     | Liga I             | 10    | Fuziune cu FC Farul Constanța | Runda a 32-a     |
| 2019–20 | 1     | Liga I             | 7     |                               | Runda a 32-a     |
| 2018–19 | 1     | Liga I             | 3     |                               | Câștigătoarea    |
| 2017–18 | 1     | Liga I             | 4     |                               | Optimi de finală |

| Sezon   | Nivel | Divizie                     | Loc      | Note               | Cupa României      |
| ------- | ----- | --------------------------- | -------- | ------------------ | ------------------ |
| 2016–17 | 1     | Liga I                      | 1 (C)    | Campioana României | Sferturi de finală |
| 2015–16 | 1     | Liga I                      | 5        |                    | Sfreturi de finală |
| 2014–15 | 1     | Liga I                      | 11       |                    | Runda a 32-a       |
| 2013–14 | 1     | Liga I                      | 12       |                    | Sferturi de finală |
| 2012–13 | 1     | Liga I                      | 13       |                    | Runda a 32-a       |
| 2011–12 | 2     | Liga a II-a (Seria I)       | 2 (P)    | Promovată          | Runda a 32-a       |
| 2010–11 | 2     | Liga a II-a (Seria I)       | 8        |                    | Runda a 32-a       |
| 2009–10 | 3     | Liga a III-a (Seria a II-a) | 1 (C, P) | Promovată          |                    |

## Stadioane
Până să se stabilească pe Stadionul Central-Academia Gheorghe Hagi din Ovidiu în vara anului 2015, Viitorul a jucat pe Stadionul Gheorghe Hagi din Constanța în sezonul 2012-13, și pe Stadionul Concordia din Chiajna între 2013-2015. După preluarea brandului Farul, clubul ar fi trebui să își dispute meciurile pe Stadionul Gheorghe Hagi, însă el se află în stare avansată de degradare, astfel încât echipa continuă să își dispute meciurile de acasă pe Stadionul Central-Academia Gheorghe Hagi.

## Steme

2009-2017
2017-2020
2021-actual

## Lot de jucători
La 17 august 2025.
| Nr. |          | Poziție | Jucător             |
| --- | -------- | ------- | ------------------- |
|     | România  | F       | Dan Sîrbu⁠(d)        |
|     | România  | F       | Gabriel Buta⁠(d)     |
|     | România  | M       | Nicolas Popescu⁠(d)  |
|     | România  | M       | Eduard Rădăslăvescu |
|     | Armenia  | M       | Narek Grigoryan⁠(d)  |
|     | România  | F       | David Maftei        |
|     | România  | M       | Luca Banu⁠(d)        |
|     | România  | A       | Ionuț Cojocaru⁠(d)   |
|     | România  | F       | Robert Sălceanu⁠(d)  |
|     | Brazilia | F       | Gustavo Marins⁠(d)   |
|     | România  | M       | Răzvan Tănasă⁠(d)    |
|     | România  | A       | Albert Doicaru⁠(d)   |
|     | România  | F       | Bogdan Țîru         |

| Nr. |             | Poziție | Jucător               |
| --- | ----------- | ------- | --------------------- |
|     | România     | F       | Dragoș Nedelcu        |
|     | România     | M       | Carlo Casap           |
|     | România     | A       | Jovan Marković        |
|     | Capul Verde | F       | Steve Furtado⁠(d)      |
|     | România     | P       | Alexandru Buzbuchi⁠(d) |
|     | România     | M       | Gabriel Iancu         |
|     | Franța      | M       | Lucas Pellegrini⁠(d)   |
|     | România     | F       | Ionuț Larie           |
|     | România     | M       | Ionuț Vînă            |
|     | Slovacia    | A       | Jakub Vojtuš⁠(d)       |
|     | România     | M       | Victor Dican          |
|     | România     | F       | Mihai Bălașa          |
|     | România     | P       | Răzvan Ducan          |

### Jucători împrumutați
| Nr. |         | Poziție | Jucător                             |
| --- | ------- | ------- | ----------------------------------- |
|     | România |         | Darius Grosu (la AFC Metalul Buzău) |

| Nr. |         | Poziție | Jucător                              |
| --- | ------- | ------- | ------------------------------------ |
|     | România |         | Bogdan Lazăr⁠(d) (la CSU Alba Iulia)  |
|     | România |         | Gabriel Dănuleasa⁠(d) (la CS Afumați) |